# (5646) 1990 TR
(5646) 1990 TR es un asteroide que forma parte de los asteroides Amor descubierto el 11 de octubre de 1990 por Seiji Ueda y el astrónomo Hiroshi Kaneda desde el Kushiro Marsh Observatory, Hokkaido, Japón.

## Designación y nombre
Designado provisionalmente como 1990 TR.

## Características orbitales
1990 TR está situado a una distancia media del Sol de 2,143 ua, pudiendo alejarse hasta 3,077 ua y acercarse hasta 1,209 ua. Su excentricidad es 0,435 y la inclinación orbital 7,904 grados. Emplea 1146,45 días en completar una órbita alrededor del Sol.

## Características físicas
La magnitud absoluta de 1990 TR es 15,4. Tiene 4,3 km de diámetro y su albedo se estima en 0,223. 